# Barbara Gruszkiewicz
Barbara Mieczysława Gruszkiewicz z domu Węcka (ur. 4 listopada 1932 w Kórniku, zm. 22 maja 2018 w Poznaniu) – polska inżynier mechanik, poseł na Sejm PRL IV i V kadencji.

## Życiorys
Córka Franciszka i Stefanii z domu Janiszewskiej. Uzyskała wykształcenie wyższe, z zawodu inżynier mechanik. Pracowała na stanowisku zastępcy kierownika wydziału gospodarki narzędziowej w Wielkopolskiej Fabryce Urządzeń Mechanicznych w Poznaniu. W 1965 i 1969 uzyskiwała mandat posła na Sejm PRL w okręgu Poznań. Przez dwie kadencje zasiadała w Komisji Handlu Zagranicznego oraz w Komisji Przemysłu Ciężkiego, Chemicznego i Górnictwa.
Pochowana na cmentarzu Górczyńskim w Poznaniu (IIL/19/26).